# 若潮スプリント
若潮スプリント（わかしおスプリント）は、千葉県競馬組合が船橋競馬場で施行する地方競馬（南関東公営競馬）の重賞競走である。格付けはSIII。正式名称は「ラジオNIKKEI盃 若潮スプリント」。

## 概要
南関東の3歳スプリント戦線の充実を目的に2019年度にオープン特別として創設された競走である。翌2020年に競走名が「ラジオNIKKEI杯 若潮スプリント」となり、2021年度に同路線のさらなる充実のため、SIIIの重賞に格上げされた。
施行距離は2019年は1000mであったが、2020年からは1200mで行われている。なお、2025年現在船橋ダート1200mで行われる重賞は本競走のみである。
また、創設当初より優駿スプリントのトライアルとして施行されており2020年の勝ち馬カプリフレイバーは、優駿スプリントも制している。
船橋競馬場で若潮の名を冠する競走には、過去に3歳馬によるマイルの重賞競走の若潮盃があった。
ラジオNIKKEIは2020年より本レースを第1放送にて自社制作（実況も場内実況とは別の自社アナウンサーによる）による実況生中継を行っている。

### 条件・賞金等（2025年）
出走条件
サラブレッド系3歳、南関東所属
- クロッカススプリントの2着以上の馬に優先出走権がある。

負担重量
別定。56kg、牝馬54kg（南半球産2kg減）を基本に、本年5月23日時点の番組ポイント1400毎に1kg斤量増となる。
賞金額
1着1700万円、2着595万円、3着340万円、4着170万円、5着85万円。
優先出走権付与
優勝馬に優駿スプリントと習志野きらっとスプリントの優先出走権が付与される。
副賞
ラジオNIKKEI賞、全国公営競馬主催者協議会会長賞、開催執務委員長賞、また船橋競馬生産牧場賞がある。

## 歴史
- 2019年 - 3歳馬によるオープン特別競走として創設。距離は1000m。
- 2020年
  - レース名を「ラジオNIKKEI盃 若潮スプリント」に変更。
  - 距離を1200mに延長。
- 2021年
  - 重賞（SIII）に格上げ。
  - 施行時期が4月から5月に移行。
- 2024年
  - 施行時期を5月下旬に変更。
  - 1着賞金が1,700万円に増額。

## 歴代優勝馬
全て船橋競馬場ダートコースで施行。
| 回    | 施行日        | 距離  | 優勝馬             | 性齢 | 所属 | タイム | 優勝騎手 | 管理調教師 | 馬主           |
| ----- | ------------- | ----- | ------------------ | ---- | ---- | ------ | -------- | ---------- | -------------- |
| 第1回 | 2021年5月3日  | 1200m | ファイナルキング   | 牡3  | 船橋 | 1:13.3 | 左海誠二 | 林正人     | 高橋皖         |
| 第2回 | 2022年5月3日  | 1200m | スティールルージュ | 牝3  | 船橋 | 1:13.2 | 本橋孝太 | 張田京     | 菅野守雄       |
| 第3回 | 2023年5月2日  | 1200m | メンコイボクチャン | 牡3  | 船橋 | 1:14.3 | 澤田龍哉 | 渡邊貴光   | 梁川正普       |
| 第4回 | 2024年5月29日 | 1200m | ギガース           | 牡3  | 船橋 | 1:14.1 | 森泰斗   | 佐藤裕太   | （株）マフィン |
| 第5回 | 2025年6月4日  | 1200m | ベアバッキューン   | 牡3  | 川崎 | 1:13.6 | 町田直希 | 鈴木義久   | 熊木浩         |

### 特別競走時代の優勝馬
| 施行日        | 距離  | 優勝馬           | 性齢 | 所属 | タイム | 優勝騎手 | 管理調教師 | 馬主     |
| ------------- | ----- | ---------------- | ---- | ---- | ------ | -------- | ---------- | -------- |
| 2019年4月16日 | 1000m | カンゲキ         | 牡3  | 大井 | 1:00.6 | 森泰斗   | 宗形竹見   | 古町純代 |
| 2020年4月3日  | 1200m | カプリフレイバー | 牡3  | 船橋 | 1:12.3 | 真島大輔 | 稲益貴弘   | 尾田信夫 |

#### 競走結果の出典
- 若潮スプリント競走優勝馬 - 南関東4競馬場
- JBISサーチ
  - 2019年、2020年、2021年、2022年、2023年